# プリンセスロード号
プリンセスロード号（プリンセスロードごう 英称:Princess Road）は、神姫バスが運行する夜行高速バスの統一名称である。愛称は、「姫路」を直訳したもの（「姫」→Princess および「路」→Roadから）。
この項目では東京方面系統の姫路・神戸 - 渋谷・新宿線のみ記す。

## 概要
渋谷線の運行開始当初は、神姫バスでは「プリンセスロード」、東急は「ミルキーウェイ」の名称を使用していたが、東急撤退に伴い「プリンセスロード」に名称を統一した。新宿線開業時に参入した京王バス（当時は京王バス東）は「プリンセスロード」の名称を使用していない。
東京側の発券業務は京王バス、都営バス、はとバスが担当する。
2007年の渋谷系統と新宿系統の統合パターンは、やはり東急が撤退後にしばらく庄内交通が単独運行し、国際興業と庄内交通の共同運行の大宮系統と統合された「夕陽号」でも見られた。
全便座席指定制のため、乗車には予約が必要である。

## 運行会社
- 神姫バス
- 京王バス（旧：京王バス東）

### 過去の運行会社
- 東急バス

## 運行経路および停車停留所
新宿（バスタ新宿） - 渋谷（渋谷マークシティ）  - （首都高速3号渋谷線） - （東名高速道路） - （新東名高速道路） -  （伊勢湾岸自動車道） - （東名阪自動車道） - （新名神高速道路） - （名神高速道路）- (新名神高速道路) - (中国自動車道) - フラワータウンセンター - (六甲北有料道路) - （阪神高速7号北神戸線）- (阪神高速32号新神戸トンネル) - 三ノ宮駅 - 学園都市駅 - （第二神明道路） - （加古川バイパス） - （姫路バイパス） - 姫路駅
※途中海老名SAと神姫バス三ノ宮バスターミナルで休憩する。

## 歴史
- 1989年3月3日 - 渋谷線運行開始[1]。当初は神姫バスと東京急行電鉄の共同運行で渋谷駅発着[1]。東急バス運行便の愛称は同社の夜行バスの統一名称「ミルキーウェイ」であった。
- 1991年5月21日 - 東急電鉄のバス部門独立で東京側の運行会社を東急バスに移管。
- 1998年7月1日 - 東急バス撤退。神姫バスの単独運行に。東急バスで使用されていた車齢の若い夜行用車両2台を神姫バスに移籍、神姫バス車両の不足を補う。東急バスは同年に夜行バス部門から完全撤退した。
- 2000年4月 - 渋谷マークシティ開業に伴い、渋谷の乗降場を同ビル5階の高速バス乗り場に変更。
- 2003年12月 - 新宿線運行開始。京王バス東と共同運行。
- 2007年3月22日 - 両系統を統合、新宿・渋谷 - 三ノ宮・姫路系統に1本化。
- 2010年2月2日 - 加古川駅（北口）に停車。
- 2016年4月4日 - 新宿の発着場所を新宿高速バスターミナルからバスタ新宿へ変更。
- 2018年12月19日 - フラワータウンセンターへの停車を開始[2]。
- 2020年
  - 7月23日 - 新型コロナウイルスの影響により、神姫バスの運行休止。
  - 10月1日 - 京王電鉄バスの子会社再編により、京王バス東が京王バス株式会社となる。
- 2020年8月 - 新型コロナウイルスの影響により、京王バスの運行休止。
- 2022年3月24日 - 神姫バス、京王バスともに運行再開、また加古川駅への停車を終了し、学園都市駅への停車を開始[3]。
- 2023年8月2日 - この日より毎日運行再開。当面の間神姫観光が神姫バス担当便を受託運行。ドリンクサービスを終了。
- 2023年10月 - 神姫観光による受託運行終了。神姫バスによる運行が再開。

## 車両
神姫バスは、原則として三菱ふそう・エアロクィーン、京王バスは、いすゞ・ガーラ独立3列シート車両を使用する。2024年12月より、神姫バス担当便でも山陽バスより転籍のガーラが導入された。
両社どちらにもフェイスカーテン・コンセントを備え付ける（ただし神姫バスの増発便に限り、B席にはコンセントがない場合あり）。
神姫観光による受託運行期間中は、車体に神姫バスからの受託運行である旨が表記されていた。